# ¿Y ahora qué hago?
¿Y ahora qué hago? é uma séries de televisão mexicana produzido pela Televisa. Faz parte do bloco "Series originales - Hechas en casa" desenvolvido por Canal 5 do México e transmitido por ele próprio. Estreou numa quinta-feira, 17 de maio de 2007 na televisão, antes disponível há uma semana na internet.

## Descrição
"¿Y ahora qué hago?" é uma série de comédia em que Adal Ramones é mostrado como um ser humano comúm com a esposa e filha, com o seu amigo e escritor Geraldo, bem como o relacionamento que tem com o seu representante e com o seu psicólogo, que, em vez de ajudar, deixa mais e mais confuso.
Adal se encontra em várias situações com os quais ele têm de enfrentar todos os dias: família, trabalho, casa, filhos, amigos, que muitas vezes lhe dão satisfação, mas ao mesmo tempo dor dor de cabeça.
"¿Y ahora qué hago?" é uma comédia de situação baseada em acontecimentos reais e de personagens que tentam refletir o que vive Adal, e mostrar ao público as complexidades da vida de um artista pode tornar-se.

## Temporadas
| Temporada | Nº de episódios | Início da temporada | Fim da temporada     | Episódio de início | Episódio de fim   |
| --------- | --------------- | ------------------- | -------------------- | ------------------ | ----------------- |
| 1         | 13              | 17 de Maio de 2007  | 16 de Agosto de 2007 | El Inicio          | ¿Donde Esta Adal? |

## Personagens
- Adal Ramones, personagem famoso que deve nivelar sua vida pessoal com a profesional, lidando com a fama e com todas as coisas boas e más que ocorrem em sua vida.
- Gaby, esposa de Adal Ramones. É uma mulher fraterna e paciente. Trata de ajudar e comprender a Adal ao máximo que pode.
- Paola, filha de Adal e Gaby. É una filha carinhosa e doce, que está aprendendo a viver com Adal, sendo este seu pai e uma figura pública.
- Gerard, escritor de profissão e melhor amigo de Adal. É o encarregado de ajudar a Adal com seus problemas, mas muitas vezes sua ajuda não o auxiliará; o prejudica.
- Natalia Bracamontes, representante de Adal. É uma mulher atrativa, de caráter forte, adepta ao cigarro e sofre "telefonitis aguda" sempre quando está junta ao seu celular. Ela será uma das culpadas de que a vida de Adal às vezes esta pior.
- Doutor Santillana, personagem que Adal recorre para solucionar seus problemas. Sem confisco, o lugar de ajudár-lo o confundirá muito mais.
- Dona Mary, trabalha para Adal e sua família. É uma mulher encantadora e com grande sentido de humor. Quer muito à família Ramones perto às vezes, pode ocasionar-lhes problemas também.